# Lo más lejos a tu lado
Lo más lejos, a tu lado es el tercer álbum de estudio de Fito & Fitipaldis, publicado el 16 de septiembre de 2003 por DRO Atlantic. Supuso la consagración comercial del grupo, gracias a temas como «La casa por el tejado» y «Soldadito marinero». El disco fue producido por Iñaki "Uoho" Antón y combina rock, country y ritmos urbanos. Alcanzó el quinto disco de platino en España. La edición original incluía un DVD en directo de la gira anterior.

## Contexto histórico y musical

### Portada
La portada del álbum, que muestra el rostro de Fito Cabrales con su típica boina, se ha convertido en una imagen emblemática del lanzamiento 

### Historia
Tras el final de Platero y Tú, Fito Cabrales formó Fito & Fitipaldis para grabar canciones de estilos distintos a los de su antiguo grupo. El músico ha descrito Lo más lejos, a tu lado como una “síntesis” de los dos primeros discos del grupo, pero cuidando mucho la sencillez. Según El País, para este tercer álbum Fito y el guitarrista J. Alberto Batiz trabajaron durante meses en demos antes de entrar al estudio: “Éste es el disco más preparado de sus tres grabados con Fitipaldis”, afirmaron

### Musicalidad
Musicalmente, mezcla rock and roll semi-acústico, country y otros géneros ya presentes en discos anteriores. Por ejemplo, el tema «Nada que decir» remite al estilo desenfadado de Jerry Lee Lewis, mientras que «El ojo que me mira» incluye un fraseo final muy al estilo de The Police.

## Grabación y producción
El álbum se grabó entre mayo y julio de 2003 en La Casa de Iñaki, el estudio privado de Iñaki “Uoho” Antón en Múgica (Vizcaya). Iñaki Uoho –guitarrista de Extremoduro y excompañero de Fito en Platero– asumió de nuevo las labores de producción, grabación y mezcla del disco.
La instrumentación destaca por incorporar vientos y elementos urbanos al rock básico del grupo. Por ejemplo, hay un pasaje instrumental («Vámono») con arreglos de viento y scratch, y se incluye la participación de un trombón en «Corazón oxidado». Además, el disco incluye una versión del clásico «Quiero ser una estrella» (original de Los Rebeldes), así como un DVD con un concierto en San Sebastián (de la gira anterior “Los sueños locos”) en la edición inicial.

## Rendimiento comercial
Lo más lejos, a tu lado fue un éxito rotundo en ventas. Debutó alto en las listas de PROMUSICAE y llegó a posicionarse en el puesto #2 del Top 100 de álbumes en España, y durante 2007 llevaba ya 160 semanas en lista.
El tercer sencillo «Soldadito marinero» fue especialmente destacado, aunque el primer single «La casa por el tejado» también alcanzó buena rotación. 

## Impacto cultural y legado
El álbum “encumbró” a Fito & Fitipaldis en la popularidad, marcando un antes y un después en su carrera. Varias de sus canciones (como «Soldadito marinero» o «Por la boca vive el pez», adelanto de su siguiente álbum) se han convertido en himnos modernos del rock en castellano. En listas retrospectivas y encuestas de críticos suele aparecer entre los mejores álbumes españoles de su época. 
También ha sido considerado por algunos uno de los mejores discos de la historia de España por algunas revistas

## Lista de canciones
1. "La casa por el tejado" (con Lichis de La Cabra Mecánica) - 4:30
2. "Un buen castigo" - 4:40
3. "Feo" - 4:55
4. "El ojo que me mira" - 3:10
5. "Soldadito Marinero" - 4:15
6. "Corazón oxidado" - 4:01
7. "Quiero ser una estrella" (versión de Los Rebeldes) - 3:22
8. "Nada que decir" - 3:02
9. "Vamonó" (instrumental) - 5:10
10. "Las nubes de tu pelo" - 3:30
11. "Whisky barato" - 3:20
12. "Siempre estoy soñando" - 4:16

## Créditos

### Principales
- Fito Cabrales: voz principal, guitarra eléctrica y acústica
- J. Alberto Batiz: guitarra eléctrica, slide, coros, guitarra española y armónica
- Javier Alzola: saxofón
- Chema “Animal” Pérez: batería (ex Los Enemigos)
- Roberto “Robe” Caballero: bajo y coros
- Javier Mora: piano

### Colaboraciones externas
- Lichis: bajo y voz en «La casa por el tejado»
- Olga Román: coros y segundas voces
- Joseba Tapia: acordeón diatónico
- Iñaki Antón: trombón (por ejemplo en «Corazón oxidado») y guitarras eléctricas
- Gino Pavone: percusión y batería adicional
- Melatocas Enelfaro: percusiones callejeras
- Aiert Ercoreca: piano
- DJ Veneno: scratch y efectos de mesa de mezclas